# When the Going Gets Dark
When the Going Gets Dark — седьмой студийный альбом американской инди-рок группы Quasi из Портленда (штат Орегон). Он был выпущен 21 марта 2006 года на лейбле Touch and Go Records. В Европе альбом был выпущен лейблом Domino Records.
В группе играют бывшие супруги Сэмуель Кумс (вокал, гитара, клавишные, бас) и Джанет Вайсс (вокал и ударные, из группы Sleater-Kinney).

## Отзывы
| Совокупная оценка | Совокупная оценка |
| Источник          | Оценка            |
| ----------------- | ----------------- |
| Metacritic        | 74/100            |
| Оценки критиков   |                   |
| Источник          | Оценка            |
| AllMusic          | [ 2 ]             |
| Pitchfork Media   | 7.0/10            |
| Tiny Mix Tapes    | [ 4 ]             |

Альбом получил положительные отзывы музыкальных критиков. Мариса Браун из AllMusic отметил, что музыканты « придерживаются своего прямолинейного сочетания фортепиано/гитара/ударные (что, однако, не означает, что это альбом в стиле „back-to-basics lo-fi“; в нём все ещё есть стальной круг и различные многослойные синтезаторы и звуковые эффекты — включая колокольчики и свистки), и When the Going Gets Dark находит дуэт очень сосредоточенным и музыкально цельным, что приводит к кажущемуся несочетаемому сочетанию чистого, хорошо сыгранного альбома с грязным, мутным звуком. Но когда Quasi играют так, как они начинали более десяти лет назад — два человека, три инструмента и много страсти — они становятся более грубыми, блюзовыми и плотными, чем когда-либо, и они абсолютно фантастичны».

## Список композиций
| №   | Название                   | Длительность |
| --- | -------------------------- | ------------ |
| 1.  | «Alice the Goon»           | 4:15         |
| 2.  | «The Rhino»                | 2:35         |
| 3.  | «When the Going Gets Dark» | 4:05         |
| 4.  | «I Don't Know You Anymore» | 2:59         |
| 5.  | «Peace and Love»           | 2:44         |
| 6.  | «Beyond the Sky»           | 4:02         |
| 7.  | «Presto Change-O»          | 3:08         |
| 8.  | «Poverty Sucks»            | 3:23         |
| 9.  | «Merry X-Mas»              | 5:42         |
| 10. | «Death Culture Blues»      | 4:51         |
| 11. | «Invisible Star»           | 5:05         |